# 宋木文
宋木文（1929年—2015年10月21日），男，吉林榆树人，中华人民共和国政治人物、出版家，曾任国家新闻出版署署长，国家版权局局长，第八、九届全国人大代表。